# Terrine normande
 (janvier 2012).
La terrine normande est une spécialité culinaire de Normandie.

## Histoire
Le mot "terrine" vient du récipient en terre cuite dans lequel la viande était cuisinée et conservée. Dès le Moyen Âge, les paysans normands utilisaient cette méthode pour préserver leurs viandes et abats, souvent agrémentés d'herbes et d'épices locales. L’abondance d’élevages porcins et bovins rend ce plat populaire.